# Wioślarstwo na Letnich Igrzyskach Olimpijskich 1952 – dwójka ze sternikiem
Rywalizacja w dwójce ze sternikiem w wioślarstwie na Letnich Igrzyskach Olimpijskich 1952 rozgrywana była między 20 a 23 lipca w Helsinkach.
Do zawodów zgłoszonych zostało 15 osad.

## Terminarz
| Data          | Godzina |           |
| ------------- | ------- | --------- |
| 20 lipca 1952 |         | Runda 1   |
| 21 lipca 1952 | 09:00   | Repasaże  |
| 21 lipca 1952 | 16:00   | Półfinały |
| 22 lipca 1952 | 09:00   | Repasaże  |
| 23 lipca 1952 | 17:30   | Finał     |

## Format
W rundzie 1 rozegrano cztery wyścigi, z których dwie pierwsze osady awansowały do półfinału, pozostałe zaś do repasaży. Z dwóch wyścigów repasażowych zwycięzcy każdego wyścigu awansowali do drugiej rundy repasaży pozostałe osady odpadały z rywalizacji.
Z dwóch wyścigów półfinałowych zwycięzcy awansowali do finału, pozostałe osady awansowały do repasaży (druga runda). Z trzech wyścigów repasażowych tylko zwycięzcy awansowali do finału.

## Wyniki

### Runda 1
Bieg 1
| Miejsce | Narodowość | Zawodnicy                                         | Czas   | Kwal |
| ------- | ---------- | ------------------------------------------------- | ------ | ---- |
| 1.      | Niemcy     | Heinz Manchen Helmut Heinhold Helmut Noll         | 8:02,3 | Q    |
| 2.      | Belgia     | Hippolyte Mattelé Eugeen Jacobs Kamiel Van Dooren | 8:05,3 | Q    |
| 3.      | Finlandia  | Veijo Mikkolainen Toimi Pitkänen Erkki Lyijynen   | 8:06,6 |      |
| 4.      | Brazylia   | Francisco Furtado Harry Mosé João Maio            | 8:19,0 |      |

Bieg 2
| Miejsce | Narodowość | Zawodnicy                                        | Czas   | Kwal |
| ------- | ---------- | ------------------------------------------------ | ------ | ---- |
| 1.      | Francja    | Raymond Salles Gaston Mercier Bernard Malivoire  | 7:57,7 | Q    |
| 2.      | Polska     | Czesław Lorenc Romuald Thomas Zdzisław Michalski | 7:59,8 | Q    |
| 3.      | Szwajcaria | Walter Lüchinger Alex Siebenhaar Walter Ludin    | 8:16,4 |      |

Bieg 3
| Miejsce | Narodowość        | Zawodnicy                                                  | Czas   | Kwal |
| ------- | ----------------- | ---------------------------------------------------------- | ------ | ---- |
| 1.      | Stany Zjednoczone | Jim Fifer Duvall Hecht James Beggs                         | 8:02,1 | Q    |
| 2.      | Węgry             | László Halász József Sátori Róbert Zimonyi                 | 8:04,1 | Q    |
| 3.      | Szwecja           | Ove Nilsson Ingemar Svensson Lars-Erik Larsson             | 8:07,6 |      |
| 4.      | Królestwo Egiptu  | Mohamed Anwar Ali Tawfik Youssif Albert Selim El-Mankabadi | 8:29,3 |      |

Bieg 4
| Miejsce | Narodowość | Zawodnicy                                             | Czas   | Kwal |
| ------- | ---------- | ----------------------------------------------------- | ------ | ---- |
| 1.      | Włochy     | Giuseppe Ramani Aldo Tarlao Luciano Marion            | 7:59,9 | Q    |
| 2.      | Dania      | Svend Pedersen Poul Svendsen Jørgen Frantzen          | 8:02,7 | Q    |
| 3.      | ZSRR       | Jewgienij Morozow Wiktor Szewczenko Michaił Prudnikow | 8:05,0 |      |
| 4.      | Grecja     | Iraklis Klangas Nikos Nikolaou Grigorios Emmanouil    | 8:24,1 |      |

### Repasaże
Bieg 1
| Miejsce | Narodowość       | Zawodnicy                                                  | Czas   | Kwal |
| ------- | ---------------- | ---------------------------------------------------------- | ------ | ---- |
| 1.      | Finlandia        | Veijo Mikkolainen Toimi Pitkänen Erkki Lyijynen            | 7:55,0 | Q    |
| 2.      | Szwajcaria       | Walter Lüchinger Alex Siebenhaar Walter Ludin              | 7:56,8 |      |
| 3.      | Grecja           | Iraklis Klangas Nikos Nikolaou Grigorios Emmanouil         | 8:12,9 |      |
| 4.      | Królestwo Egiptu | Mohamed Anwar Ali Tawfik Youssif Albert Selim El-Mankabadi | 8:21,4 |      |

Bieg 2
| Miejsce | Narodowość | Zawodnicy                                             | Czas   | Kwal |
| ------- | ---------- | ----------------------------------------------------- | ------ | ---- |
| 1.      | ZSRR       | Jewgienij Morozow Wiktor Szewczenko Michaił Prudnikow | 8:03,0 | Q    |
| 2.      | Szwecja    | Ove Nilsson Ingemar Svensson Lars-Erik Larsson        | 8:03,8 |      |
| 3.      | Brazylia   | Francisco Furtado Harry Mosé João Maio                | 8:05,5 |      |

### Półfinał
Bieg 1
| Miejsce | Narodowość | Zawodnicy                                       | Czas   | Kwal |
| ------- | ---------- | ----------------------------------------------- | ------ | ---- |
| 1.      | Francja    | Raymond Salles Gaston Mercier Bernard Malivoire | 8:07,5 | Q    |
| 2.      | Niemcy     | Heinz Manchen Helmut Heinhold Helmut Noll       | 8:12,9 |      |
| 3.      | Dania      | Svend Pedersen Poul Svendsen Jørgen Frantzen    | 8:18,7 |      |
| 4.      | Węgry      | László Halász József Sátori Róbert Zimonyi      | 8:43,7 |      |

Bieg 2
| Miejsce | Narodowość        | Zawodnicy                                         | Czas   | Kwal |
| ------- | ----------------- | ------------------------------------------------- | ------ | ---- |
| 1.      | Włochy            | Giuseppe Ramani Aldo Tarlao Luciano Marion        | 8:07,6 | Q    |
| 2.      | Belgia            | Hippolyte Mattelé Eugeen Jacobs Kamiel Van Dooren | 8:11,4 |      |
| 3.      | Polska            | Czesław Lorenc Romuald Thomas Zdzisław Michalski  | 8:12,1 |      |
| 4.      | Stany Zjednoczone | Jim Fifer Duvall Hecht James Beggs                | 8:13,0 |      |

### Druga runda repasaży
Bieg 1
| Miejsce | Narodowość        | Zawodnicy                                             | Czas   | Kwal |
| ------- | ----------------- | ----------------------------------------------------- | ------ | ---- |
| 1.      | Niemcy            | Heinz Manchen Helmut Heinhold Helmut Noll             | 7:54,7 | Q    |
| 2.      | Stany Zjednoczone | Jim Fifer Duvall Hecht James Beggs                    | 7:55,5 |      |
| 3.      | ZSRR              | Jewgienij Morozow Wiktor Szewczenko Michaił Prudnikow | 8:04,4 |      |

Bieg 2
| Miejsce | Narodowość | Zawodnicy                                         | Czas   | Kwal |
| ------- | ---------- | ------------------------------------------------- | ------ | ---- |
| 1.      | Finlandia  | Veijo Mikkolainen Toimi Pitkänen Erkki Lyijynen   | 8:01,8 | Q    |
| 2.      | Belgia     | Hippolyte Mattelé Eugeen Jacobs Kamiel Van Dooren | 8:03,7 |      |
| 3.      | Węgry      | László Halász József Sátori Róbert Zimonyi        | 8:16,6 |      |

Bieg 3
| Miejsce | Narodowość | Zawodnicy                                        | Czas   | Kwal |
| ------- | ---------- | ------------------------------------------------ | ------ | ---- |
| 1.      | Dania      | Svend Pedersen Poul Svendsen Jørgen Frantzen     | 7:51,9 | Q    |
| 2.      | Polska     | Czesław Lorenc Romuald Thomas Zdzisław Michalski | 8:00,9 |      |

### Finał
| Miejsce | Narodowość | Zawodnicy                                       | Czas   |
| ------- | ---------- | ----------------------------------------------- | ------ |
| złoto   | Francja    | Raymond Salles Gaston Mercier Bernard Malivoire | 8:26,6 |
| srebro  | Niemcy     | Heinz Manchen Helmut Heinhold Helmut Noll       | 8:32,1 |
| brąz    | Dania      | Svend Pedersen Poul Svendsen Jørgen Frantzen    | 8:34,9 |
| 4.      | Włochy     | Giuseppe Ramani Aldo Tarlao Luciano Marion      | 8:38,4 |
| 5.      | Finlandia  | Veijo Mikkolainen Toimi Pitkänen Erkki Lyijynen | 8:40,8 |

## Klasyfikacja końcowa
| Miejsce | Zawodnicy                                                  | Państwo           |
| ------- | ---------------------------------------------------------- | ----------------- |
| złoto   | Raymond Salles Gaston Mercier Bernard Malivoire            | Francja           |
| srebro  | Heinz Manchen Helmut Heinhold Helmut Noll                  | Niemcy            |
| brąz    | Svend Ove Pedersen Poul Svendsen Jørgen Frantzen           | Dania             |
| 4.      | Giuseppe Ramani Aldo Tarlao Luciano Marion                 | Włochy            |
| 5.      | Veijo Mikkolainen Toimi Pitkänen Erkki Lyijynen            | Finlandia         |
|         | James Fifer Duvall Hecht James Beggs                       | Stany Zjednoczone |
|         | Hippolyte Mattelé Eugeen Jacobs Kamiel Van Dooren          | Belgia            |
|         | Czesław Lorenc Romuald Thomas Zdzisław Michalski           | Polska            |
|         | Jewgienij Morozow Wiktor Szewczenko Michaił Prudnikow      | ZSRR              |
|         | László Halász József Sátori Róbert Zimonyi                 | Węgry             |
|         | Walter Lüchinger Alex Siebenhaar Walter Ludin              | Szwajcaria        |
|         | Ove Nilsson Ingemar Svensson Lars-Erik Larsson             | Szwecja           |
|         | Iraklis Klangas Nikos Nikolaou Grigorios Emmanouil         | Grecja            |
|         | Francisco Furtado Harry Mosé João Maio                     | Brazylia          |
|         | Mohamed Anwar Ali Tawfik Youssif Albert Selim El-Mankabadi | Królestwo Egiptu  |